# Agrotis arenivolans
Agrotis arenivolans är en fjärilsart som beskrevs av Butler 1879. Agrotis arenivolans ingår i släktet Agrotis och familjen nattflyn. Inga underarter finns listade i Catalogue of Life.

## Bildgalleri

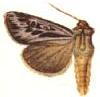